# Akreditace
Akreditace (z francouzského accréditer, což znamená "dát důvěru" nebo "ověřit důvěryhodnost") je proces, kterým nezávislá autorita uděluje oprávnění k určité činnosti nebo formálně uznává, že daný subjekt splňuje stanovené standardy a kritéria kvality. Akreditace může být chápána jako potvrzení způsobilosti pro výkon specifické činnosti. Není však vždy synonymem pro licenci. V některých případech může akreditace sloužit podobným účelům jako licence. 
Akreditaci uděluje akreditační orgán (akreditační autorita), což je instituce nebo organizace pověřená dohledem nad kvalitou a standardy v dané oblasti. Tento akreditační orgán může také v některých případech delegovat pravomoci udělovat akreditaci třetí straně, například firmy nebo agentury, pokud to pravidla umožňují.
Akreditace se dělí na několik typů v závislosti na konkrétní oblasti a účelu, kterému slouží. Tyto typy jsou popsány níže.

## Rozdělení akreditace

### 1. Institucionální akreditace
Institucionální akreditace je proces, při kterém Národní akreditační úřad (NAÚ) uděluje vysoké škole oprávnění samostatně schvalovat a provozovat studijní programy v určitých oblastech vzdělávání. Tento nástroj posiluje autonomii školy v rámci řízení kvality a vývoje vzdělávacích aktivit, čímž nahrazuje potřebu schvalování jednotlivých programů přímo NAÚ.
Akreditaci uděluje Akreditační úřad na základě žádosti školy, která musí obsahovat informace o názvu školy, oblastech vzdělávání a zprávy o kvalitě jejích činností. Součástí žádosti je také sebehodnotící zpráva, která zahrnuje informace o finančním a materiálním zajištění.
Akreditační úřad má na rozhodnutí o žádosti až 150 dní.  Během těchto 150 dní akreditační úřad zkoumá, zda škola splňuje potřebné standardy. Pokud škola nesplňuje požadované standardy, akreditaci nezíská. To zahrnuje například nefunkční systém zajišťování kvality nebo chybějící sebehodnotící zprávu. Škola také musí mít alespoň dva studijní programy, které fungují minimálně 10 let. Jeden z těchto programů musí spadat do navrhované oblasti vzdělávání.
Institucionální akreditace opravňuje vysokou školu k tomu, aby samostatně vytvářela, upravovala a provozovala studijní programy v akreditovaných oblastech vzdělávání. Studijní programy jsou základním nástrojem, kterým škola naplňuje vzdělávací cíle v dané oblasti. Pokud je škole udělena institucionální akreditace, získává právo rozhodovat o akreditaci svých programů v těchto oblastech. Institucionální akreditace se uděluje na období 10 let, v některých případech na 5 let. Jakmile akreditace vyprší nebo je zrušena, všechny stávající studijní programy zůstávají akreditované po dobu 3 let. Během doby platnosti akreditace může škola požádat o její rozšíření.
Pokud je žádost o akreditaci zamítnuta, škola může podat novou žádost nejdříve po 2 letech. Pokud byla akreditace odňata, novou žádost lze podat nejdříve po 5 letech.

#### Rada o vnitřním hodnocení
Rada o vnitřním hodnocení je orgán veřejné vysoké školy, který zajišťuje kvalitu vzdělávací a tvůrčí činnosti. Předsedou je rektor, další členy jmenuje rektor na návrh vědecké rady a akademického senátu.
Pravidelně hodnotí činnost školy a připravuje podklady pro institucionální akreditaci. Její hlavní funkcí je posuzování studijních programů, sledování plnění strategických cílů a zpracování zpráv o kvalitě.

#### Specifické požadavky na akreditaci studijních programů
Pokud se jedná o studijní programy, které vedou k regulovaným povoláním, je nutné získat stanovisko příslušného uznávacího orgánu. Ten potvrdí, že absolventi budou připraveni na výkon daného povolání. V případě programů zaměřených na bezpečnost je také třeba stanovisko Ministerstva obrany nebo Ministerstva vnitra.

### 2. Programová akreditace
Programová akreditace je proces, kdy Národní akreditační úřad (NAÚ) uděluje akreditaci jednotlivým studijním programům. Tento typ akreditace je určen pro vysoké školy nebo fakulty, které nemají institucionální akreditaci. Zatímco institucionální akreditace poskytuje škole větší autonomii, programová akreditace se zaměřuje na hodnocení a schválení konkrétních studijních programů. Na rozdíl od institucionální akreditace, která se vztahuje na celé oblasti vzdělávání, programová akreditace hodnotí jednotlivé studijní programy.
Akreditaci studijního programu v tomto případě uděluje Akreditační úřad na základě písemné žádosti vysoké školy. Tato žádost obsahuje důležité informace, jako je název školy, zabezpečení programu, plány jeho rozvoje, počet studentů a zprávu o hodnocení programu podle platných standardů.
Akreditační úřad má na rozhodnutí o akreditaci až 120 dní a zkoumá, zda program splňuje všechny požadavky, včetně zajištění kvality výuky. Akreditace nebude udělena, pokud program nesplňuje stanovené standardy, nemá dostatečné personální a materiální zajištění, nebo pokud neobdrží souhlas příslušného uznávacího orgánu.
Akreditace se obvykle uděluje na 10 let, ale při prvním udělení nebo pokud program není dostatečně zabezpečen, může být udělena na kratší dobu. Akreditaci je možné opakovaně prodloužit. Akreditace zaniká v případě odnětí, zrušení programu nebo po uplynutí doby, na kterou byla udělena.
Pokud byla žádost o akreditaci zamítnuta nebo akreditace odejmuta, škola může podat novou žádost až po dvou letech. V případě, že došlo k uložení správního trestu, lze novou žádost podat až po pěti letech. O akreditaci může požádat také právnická osoba z EU, která se podílí na realizaci studijního programu.

### 3. Akreditace habilitačního řízení a řízení ke jmenování profesorem
Akreditace habilitačního řízení a řízení ke jmenování profesorem je proces, který vysokým školám umožňuje provádět tato řízení v konkrétním oboru. Škola ji potřebuje k tomu, aby mohla postupovat podle platných právních předpisů. Zároveň musí splňovat akreditační standardy, které jsou pro tato řízení stanoveny. 
Akreditaci uděluje Národní akreditační úřad na základě žádosti vysoké školy, která musí obsahovat název školy, obor řízení, popis systému zajištění kvality a seznam členů vědecké nebo umělecké rady.
Akreditační úřad posuzuje, zda jsou splněny předpoklady pro objektivní hodnocení kvalifikace uchazečů o jmenování docentem nebo profesorem. Rozhodnutí o udělení akreditace vydá úřad do 120 dnů.
Akreditace nebude udělena, pokud vysoká škola nesplňuje podmínky pro objektivní posouzení kvalifikace, neuskutečňuje odpovídající doktorský studijní program po dostatečně dlouhou dobu, nebo pokud žádost obsahuje nesprávné údaje.
Akreditace je udělována na dobu maximálně 10 let a zaniká uplynutím této doby, jejím odnětím, nebo vzdáním se akreditace. Standardy pro jednotlivé typy akreditací (včetně habilitačních řízení) stanoví vláda nařízením.